# St. Michael, Minnesota
St. Michael är en stad i Wright County i Minnesota. Staden grundades officiellt år 1890.